# آدام ایوینسکی
آدام ایوینسکی (لهستانی: Adam Iwiński؛ زادهٔ ۱۹۵۸ - ۴ دسامبر ۲۰۱۰) یک کارگردان فیلم، دستیار کارگردان و فیلم‌بردار اهل لهستان بود.
از فیلم‌ها یا مجموعه‌های تلویزیونی که وی در آن‌ها نقش داشته‌است می‌توان به ع چون عشق، نیویورک شاد و وقایع‌نگاری رخدادهایی عاشقانه اشاره نمود.